# خوان باوتيستا كيروس سيغورا
خوان باوتيستا كيروس سيغورا (بالإسبانية: Juan Bautista Quirós Segura)‏ (و. 1853 – 1934 م) هو سياسي من كوستاريكا ولد في تيباس، كوستاريكا.